# Доксазозин
Доксазозин — лекарственное средство, селективный конкурентный блокатор постсинаптических α1-адренорецепторов.

## Фармакологическое действие
Селективный конкурентный блокатор постсинаптических α1-адренорецепторов (сродство к α1-адренорецепторов в 600 раз выше, чем к α2-адренорецепторов), снижает общее периферическое сосудистое сопротивление, предупреждает вазоконстрикцию, вызываемую катехоламинами, что в конечном итоге приводит к снижению артериального давления без развития рефлекторной тахикардии. Снижает пред- и постнагрузку. После однократного приема снижение артериального давления развивается постепенно, максимальное снижение наблюдается через 2-6 ч; гипотензивный эффект сохраняется в течение 24 ч. Способствует повышению коэффициента ЛПВП/общий холестерин, снижает суммарное содержание триглицеридов и холестерина. Эффективен при артериальной гипертензии, в т.ч. сопровождающейся метаболическими нарушениями (ожирение, гиперлипидемия, снижение толерантности к глюкозе). При длительном лечении отмечается регрессия гипертрофии левого желудочка, подавление агрегации тромбоцитов, повышение активности в тканях активатора профибринолизина (плазминогена) и снижение образования коллагена в стенках артерий. Снижает риск развития ишемической болезни сердца. Повышает содержание Ангиотензинпревращающего фермента, нехарактерно развитие ортостатической гипотензии в ответ на прием первой дозы (может развиваться только при длительном приеме высоких доз). Прием препарата у нормотоников не сопровождается снижением артериального давления. У больных с доброкачественной гиперплазии предстательной железы приводит к значительному улучшению уродинамических показателей и уменьшению симптомов заболевания. Эффект связан с селективной блокадой α1А-адренорецепторов (70% от всех подтипов, представленных в простате), которые локализуются в мышечной строме, капсуле предстательной железы, в шейке мочевого пузыря и в проксимальном отделе мочеиспускательного канала, что снижает мышечный тонус предстательной железы и облегчает мочеиспускание). Оказывает эффект у 66-71% больных, начало действия - через 1-2 нед лечения, максимум - после 14 нед, сохраняется в течение длительного времени.
Доксазозин также является агонистом эфринового рецептора EPHA2, в связи с чем потенциально может обладать противораковой активностью.

## Фармакокинетика
Абсорбция - 80-90% (одновременный прием пищи замедляет всасывание на 1 ч), TCmax - 2-3 ч, при вечернем приеме - 5 ч. Биодоступность - 60-70% (пресистемный метаболизм). Связь с белками плазмы - около 98%. Быстро метаболизируется в печени путём о-деметилирования и гидроксилирования. Выведение из плазмы происходит в 2 фазы. Конечный T½ - 19-22 ч. Выводится через кишечник, преимущественно в виде метаболитов (до 65%), 5% - в неизмененном виде; через почки выводится около 10%.

## Показания
Доброкачественная гиперплазия предстательной железы. Артериальная гипертензия (в т.ч. симптоматическая) в составе комбинированной терапии.

## Противопоказания
Гиперчувствительность (в т.ч. к др. хиназолинам).

### C осторожностью
Беременность, период лактации, печеночная недостаточность, митральный и аортальный стеноз, ортостатическая гипотензия, детский возраст (данные об эффективности и безопасности отсутствуют).

## Режим дозирования
Таблетки следует принимать утром или на ночь (лучше натощак), не разжевывая, запивая достаточным количеством воды. При артериальной гипертензии и сердечной недостаточности начальная доза - 1 мг/сут. В зависимости от реакции больного доза может постепенно (с 1-2 нед интервалом) повышаться до 2 мг, затем до 4-8 мг. Рекомендуемая поддерживающая доза - 2-4 мг/сут. При недостаточной выраженности гипотензивного эффекта возможно дальнейшее постепенное увеличение дозы до максимальной - 16 мг/сут или добавление др. гипотензивных лекарственных средств (тиазидных диуретиков, бета-адреноблокаторов, БМКК, ингибиторов АПФ). При гиперплазии предстательной железы начальная доза - 1 мг/сут. При необходимости дозу увеличивают (с интервалом 1-2 нед) до 2-4 мг/сут. Максимальная доза - 8 мг/сут. Рекомендуемая поддерживающая доза - 2-4 мг/сут.

### Особый режим дозирования
Нет необходимости в коррекции режима дозирования у пожилых больных, а также при хронической почечной недостаточности. У больных с печеночной недостаточностью может потребоваться снижение дозы доксазозина.

## Побочные эффекты
Ортостатическая гипотензия, головокружение, обморочные состояния - феномен „первой дозы“; головная боль, бессонница, отёки, тахикардия, нарушения ритма сердца, слабость, одышка, астения; сухость во рту, полиурия, гематурия, диспепсия, патологическая сонливость, нарушения зрения (размытость изображения), холестаз, гепатит, желтуха, повышение активности „печеночных“ трансаминаз, запоры, кожная сыпь, крапивница, зуд, тромбоцитопения, тромбоцитопеническая пурпура, лейкопения; носовые кровотечения, ринит, снижение либидо, боли в грудной клетке и/или в спине, нарушение мозгового кровообращения. Редко - недержание мочи, приапизм.

### Передозировка
Симптомы: выраженное снижение артериального давления, иногда сопровождающееся обморочным состоянием.  

Лечение: уложить больного на спину, приподняв ноги; симптоматическая терапия. Диализ неэффективен.

## Особые указания
Эффект „первого приема“ особенно выражен на фоне предшествовавшей диуретической терапии и диете с ограничением Na+. На фоне приема доксазозина во избежание развития ортостатической гипотонии следует воздерживаться от быстрых перемен положения тела. Перед началом симптоматической терапии гиперплазии предстательной железы необходимо исключить её раковое перерождение. В период лечения необходимо соблюдать осторожность при вождении автотранспорта и занятии др. потенциально опасными видами деятельности, требующими повышенной концентрации внимания и быстроты психомоторных реакций.

## Взаимодействие
Усиливает выраженность действия гипотензивных лекарственных средств (при использовании комбинации с ними требуется коррекция дозы). Не отмечено неблагоприятного взаимодействия при одновременном применении доксазозина и антибиотиков, пероральных гипогликемических лекарственных средств, непрямых антикоагулянтов и урикозурических лекарственных средств. Не влияет на степень связывания с белками плазмы дигоксина, фенитоина, индометацина. При одновременном применении с индукторами микросомального окисления в печени возможно повышение эффективности доксазозина, с ингибиторами - снижение. Циметидин повышает AUC доксазозина. НПВП (особенно индометацин), эстрогены (задержка жидкости) и симпатомиметические лекарственные средства могут снижать гипотензивное действие доксазозина. Устраняя альфа-адреностимулирующие эффекты эпинефрина, может приводить к развитию тахикардии и гипотензии. Одновременный прием с силденафилом для лечения легочной гипертензии - риск ортостатической гипотензии.
Рандомизированное исследование препарата под эгидой министерства здравоохранения США проводилось в рамках ALLHAT.